# 佐藤拳太郎
佐藤拳太郎（日语：／ Satō Kentarō，1994年11月16日—），日本男子田径运动员，主攻400米短跑，2015年夏季世界大运会男子4×400米接力银牌得主、2022年亚洲运动会男子400米银牌得主。